# Sentayehu Ejigu
Pour les articles homonymes, voir Ejigu.
Sentayehu Ejigu (née le 28 juin 1985 à Debre Marqos) est une athlète éthiopienne spécialiste des courses de fond.

## Carrière

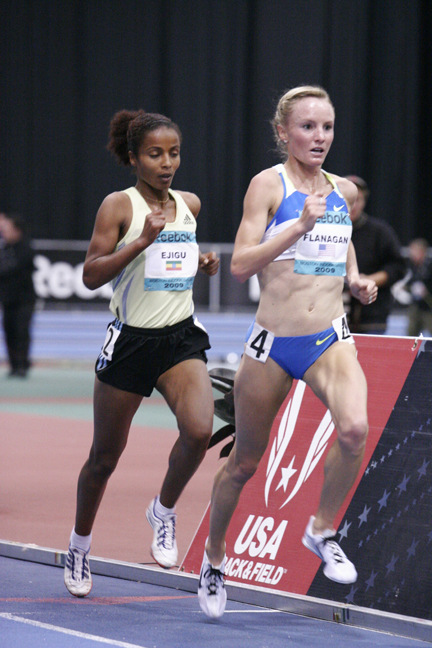
Sentayehu Ejigu (à gauche) en 2009;

Elle participe à l'âge de dix-neuf ans aux Jeux olympiques d'été de 2004 et se classe dixième de la finale du 5 000 mètres dominée entre autres par ses compatriotes Meseret Defar et Tirunesh Dibaba. Lors de cette saison, elle descend pour la première fois de sa carrière sous les 15 minutes au 5 000 mètres en signant le temps de 14 min 35 s 18 à Bergen. Remplaçante lors des Championnats du monde 2005, elle termine au pied du podium du 3 000 mètres durant les Championnats du monde en salle 2006 de Moscou. En 2007, Sentayehu Ejigu décide de mettre entre parenthèses sa carrière sportive pour rester auprès de sa sœur malade, qui disparaitra en octobre de la même année. De retour à la compétition en 2008, elle ne parvient pas à se qualifier pour les Jeux olympiques de Pékin.
Elle se distingue en début d'année 2009 en établissant lors du meeting en salle de Boston le temps de 14 min 47 s 62 sur 5 000 mètres, devant Meseret Defar et Tirunesh Dibaba. Elle se classe quatorzième des Championnats du monde de cross-country d'Amman, et termine quatrième du 5 000 mètres lors des Championnats du monde de Berlin. Elle obtient en début d'année 2010 son premier podium international en catégorie sénior en s'emparant de la troisième place du 3 000 mètres des Championnats du monde en salle se déroulant à Doha, au Qatar. Lors de cette saison 2010, l’Éthiopienne améliore ses records personnels du 3 000 m et du 5 000 m en salle et en plein air, signant notamment le temps de 14 min 28 s 39 sur 5 000 m lors du Meeting Areva de Paris-Saint-Denis (2e place derrière Vivian Cheruiyot) puis 8 min 28 s 41 sur 3 000 m lors de sa victoire au Meeting Herculis de Monaco, le 22 juillet 2010. Elle se classe deuxième du classement général final de la Ligue de diamant dominée par Vivian Cheruiyot. Sélectionnée dans l'équipe d'Afrique lors de la première édition de la Coupe continentale, à Split, Ejigu s'incline une nouvelle fois face à sa rivale kényane. 

### Palmarès

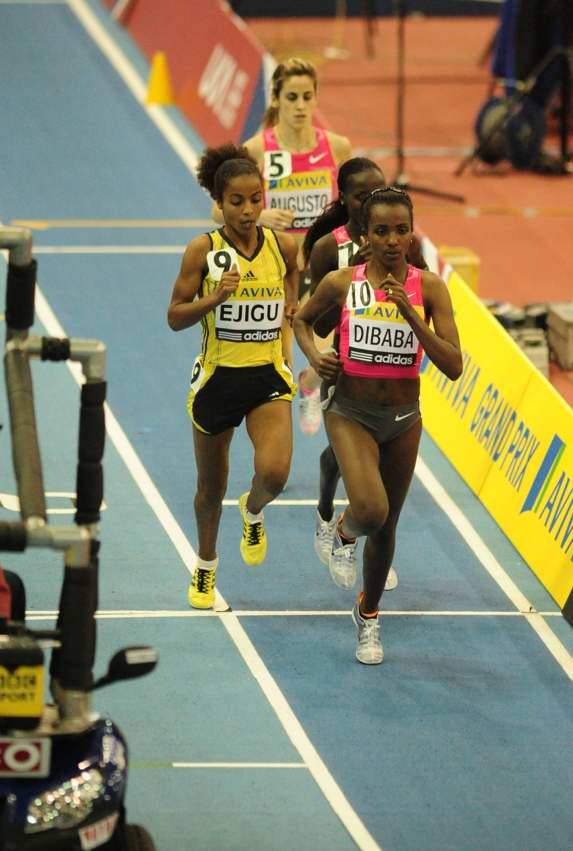
Sentayehu Ejigu en 2010 lors du meeting en salle de Birmingham

| Année | Compétition                    | Lieu             | Place | Épreuve |
| ----- | ------------------------------ | ---------------- | ----- | ------- |
| 2001  | Championnats du monde jeunesse | Debrecen         | 3e    | 1 500 m |
| 2003  | Finale mondiale                | Monaco           | 7e    | 5 000 m |
| 2004  | Jeux olympiques                | Athènes          | 10e   | 5 000 m |
| 2004  | Finale mondiale                | Monaco           | 5e    | 3 000 m |
| 2006  | Championnats du monde en salle | Moscou           | 4e    | 3 000 m |
| 2009  | Championnats du monde          | Berlin           | 4e    | 5 000 m |
| 2010  | Championnats du monde en salle | Doha             | 3e    | 3 000 m |
| 2010  | Championnats d'Afrique         | Nairobi          | 3e    | 5 000 m |
| 2010  | Ligue de diamant               | Ligue de diamant | 2e    | détails |
| 2010  | Coupe continentale             | Split            | 2e    | 5 000 m |
| 2011  | Ligue de diamant               | Ligue de diamant | 3e    | détails |

### Records
Extérieur :
- 1 500 m - 4 min 15 s 89 (2001)
- 3 000 m - 8 min 28 s 41 (2010)
- 5 000 m - 14 min 28 s 39 (2010)

En salle :
- 3 000 m - 8 min 25 s 27 (2010)
- 2 miles - 9 min 12 s 68 (2010)
- 5 000 m - 14 min 46 s 80 (2010)